# Lasianobia lauta
Lasianobia lauta är en fjärilsart som beskrevs av Rudolf Püngeler 1900. Lasianobia lauta ingår i släktet Lasianobia och familjen nattflyn. Inga underarter finns listade i Catalogue of Life.